# Hammarby sjöstad

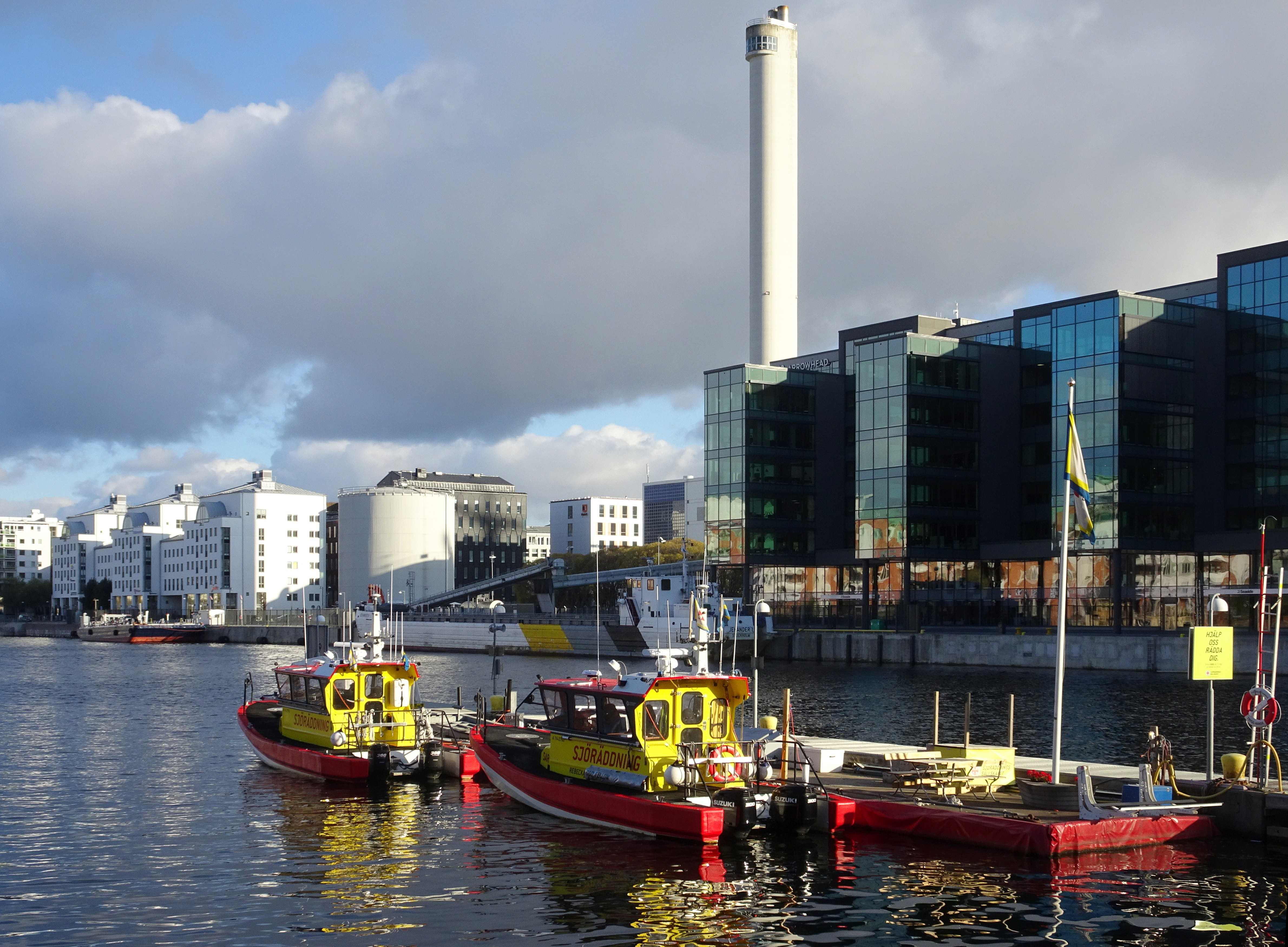
Hammarby sjöstad, södra sidan sedd från Skansbron, med den nyaste bebyggelsen "Kaj 10" i Fredriksdal till höger, oktober 2018.

Hammarby sjöstad är ett av Stockholms innerstads byggnadsprojekt som består av flera olika områden runt Hammarby sjö i Södermalms stadsdelsområde, såsom hela stadsdelen Södra Hammarbyhamnen och delar av stadsdelen Södermalm (Norra Hammarbyhamnen). Stadsdelen är en utvidgning av Stockholms innerstad och området har cirka 11 000 lägenheter för drygt 25 000 invånare och 150 000 m² arbetsplatser. År 2030 planeras tunnelbanan vara i drift i Hammarby sjöstad med två uppgångar. Då stadsdelen Södra Hammarbyhamnen tillhör Stockholms Sofia distrikt räknas den av Stockholms kommun formellt till innerstaden, trots att den ligger på södra och östra sidan av Hammarby sjö. Hammarby sjöstad kallas i folkmun Sjöstan. I dagligt tal används Hammarby sjöstad eller Sjöstan ofta synonymt med stadsdelen Södra Hammarbyhamnen.

## Definition

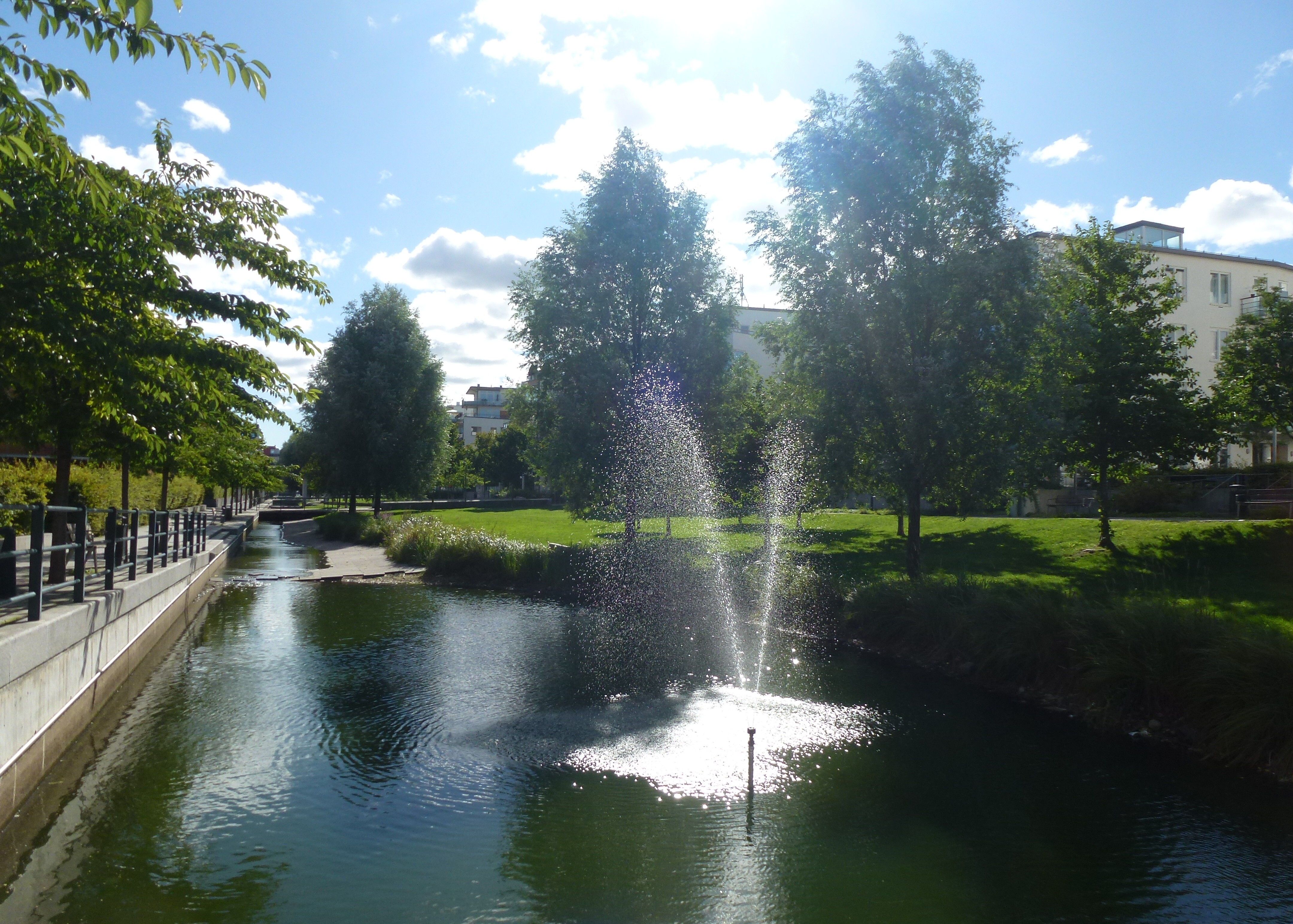
Sjöstadsparterren, 2012

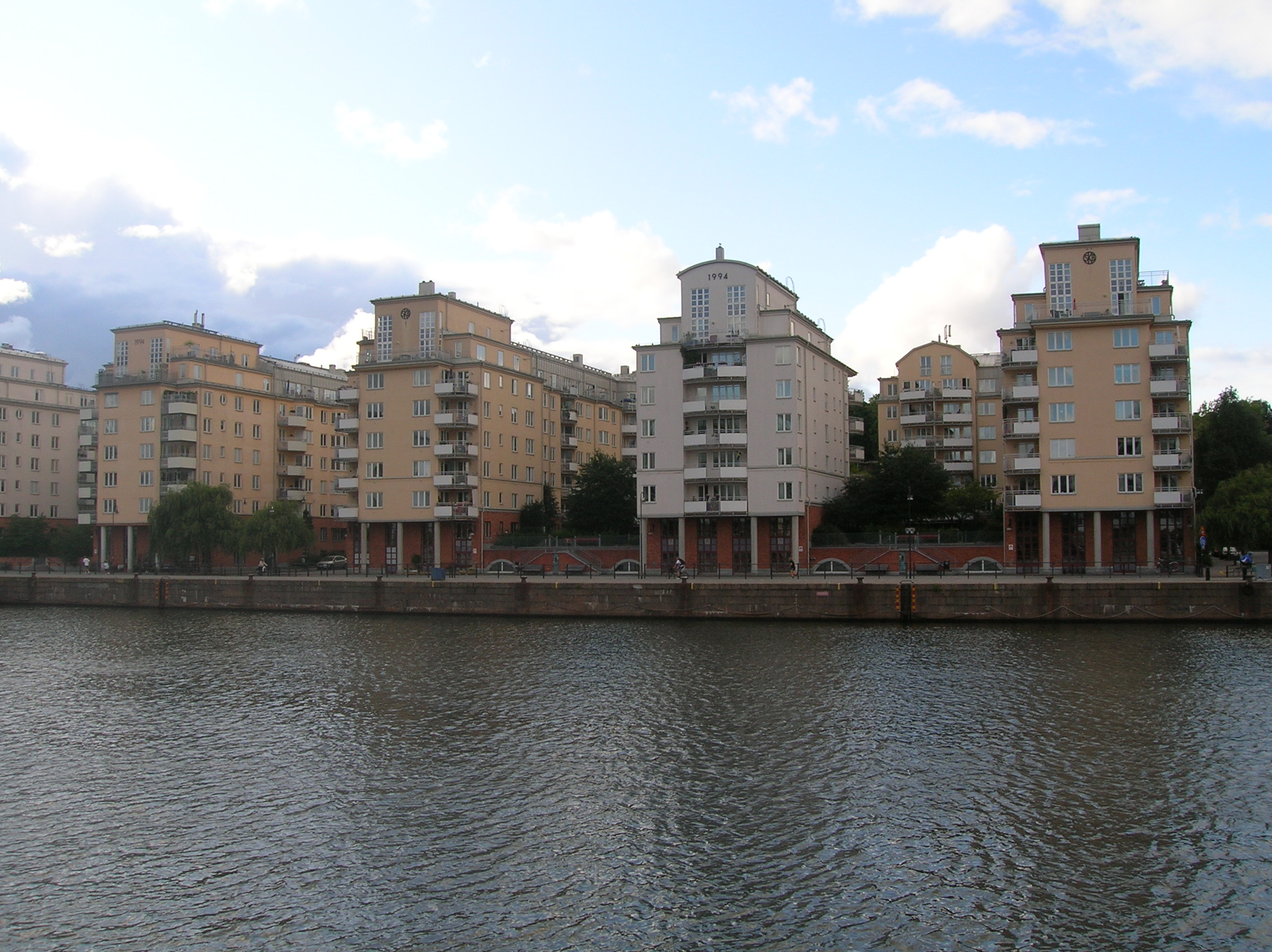
Husen kring Tullgårdsgatan är de äldsta husen i Sjöstaden, 2009.

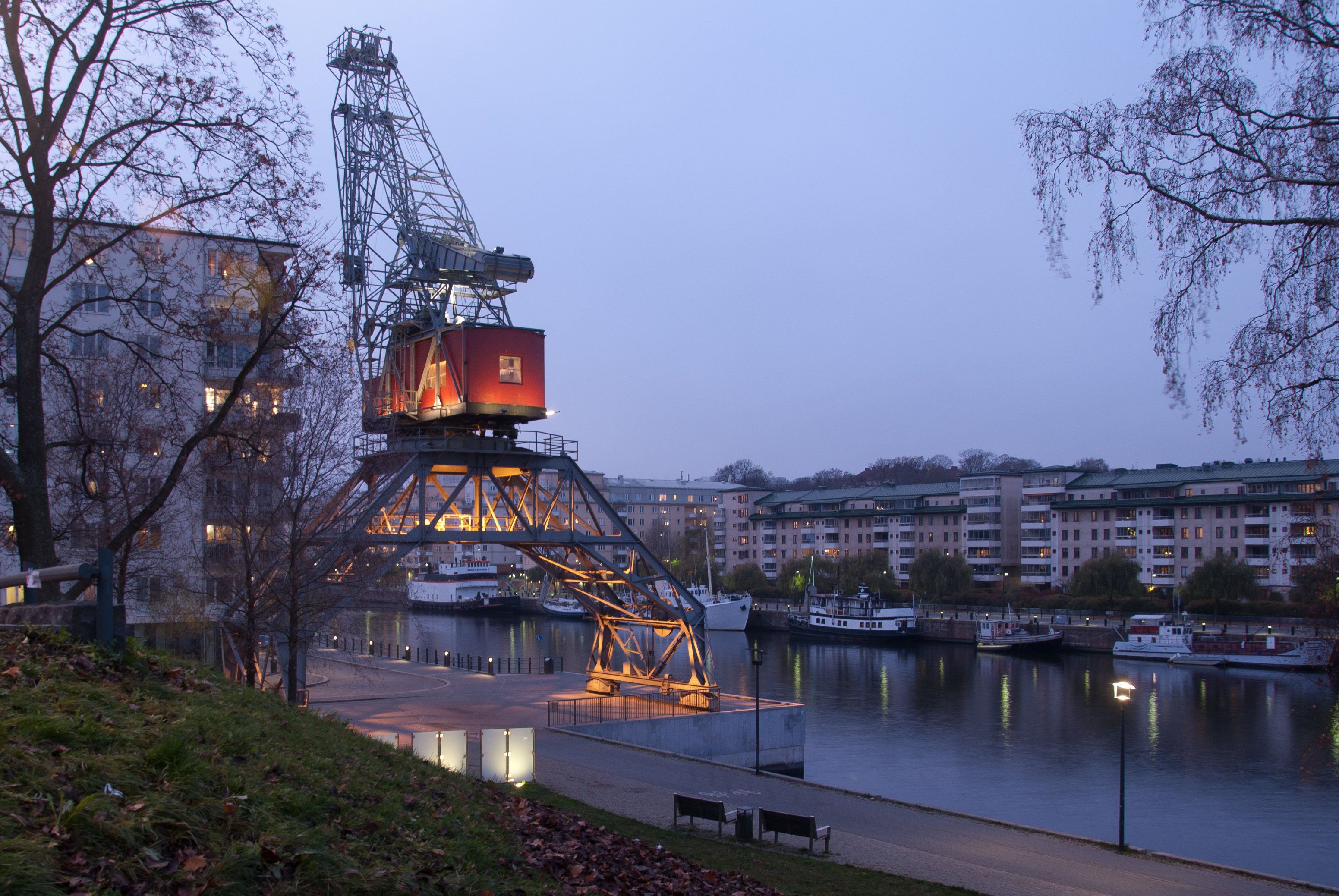
Vy från Lumafabriken mot väster. En äldre hamnkran är placerad på kajen, 2011.

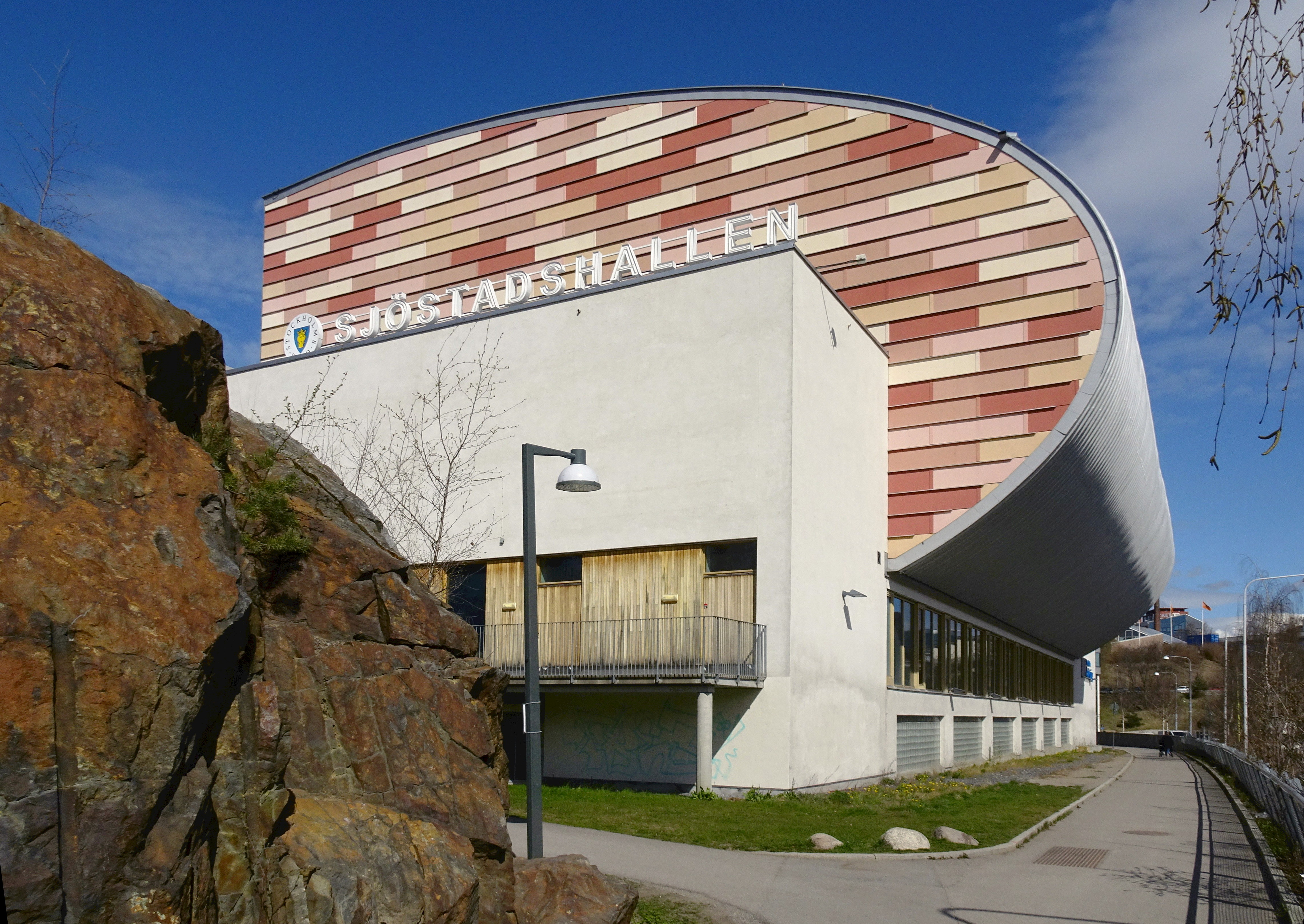
Sjöstadshallen invigdes oktober 2005, arkitekt Brunnberg & Forshed arkitektkontor.

Projektet är uppdelat på två stadsdelar, Södermalm och Södra Hammarbyhamnen. På Södermalm omfattar det hela den nya bebyggelsen vid Hammarby sjö med undantag av kvarteret Hamnvakten. I dagligt tal används sällan begreppet Hammarby sjöstad om den delen av projektet. I stadsdelen Södra Hammarbyhamnen omfattar det i princip hela stadsdelen, utom det på 1940-talet byggda bostadsområdet Danviksklippan. Inte heller ingår Stockholm Vattens anläggningar på Henriksdalsberget.
En mer inofficiell definition av Hammarby sjöstad är att endast området mellan spårvägshållplatserna Mårtensdal och Sickla udde räknas till Hammarby sjöstad. Handlingar från gatu- och fastighetskontoret samt Stockholms Stadsmuseum stödjer denna definition. Vägskyltar i Nacka samt på Södermalm anger också Hammarby sjöstad som området söder om Hammarby sjö. Tidningarnas bostadsrättsannonser använder även vanligen denna avgränsning.

## Historisk bakgrund
Stränderna kring Hammarby sjö har en lång tradition som plats för olika slags industrier, ursprungligen främst textilindustrier. På 1600-talet fanns färgerier vid bland annat Blecktornet och Färgargården och en stor textilmanufaktur vid Barnängen. Under 1800-talet etablerade sig nya typer av industrier vid sjön, främst på Södermalmsidan, exempelvis Liljeholmens stearinfabrik och Barnängens Tekniska Fabrik. Den sista textilindustrin försvann 1952 i och med att Stockholms Bomullsspinneri- och Väfveri AB flyttade sin tillverkning till Torshag utanför Norrköping.
Tankar på bebyggelse i området är inte helt nya. Albert Lindhagen, Stockholms store stadsplanerare lade i sin generalplan från 1866 fram förslag på att bebygga det område som sedermera kom att bli Norra Hammarbyhamnen med kvartershus som övriga staden. Brist på pengar gjorde att hans plan endast sträckte sig till området runt Nytorget och norr om Ringvägen.
Hammarby sjös södra stränder har i äldre tider främst fungerat som jordbruksmark. Hammarby finns belagt sedan 1300-talet, och från och med mitten av 1500-talet kom gården att vara i Danvikens hospitals ägo. Inte förrän Hammarbyleden byggdes 1918–1925 kom området kring Hammarby gård att förändras, då det började omdanas till industriområde (se Södra Hammarbyhamnen). Flera tunga industrier kom sedan att etablera sig här, exempelvis General Motors, Bröderna Hedlund och Asea Svetsmaskiner. På den sydöstra sidan av sjön uppstod Lugnets industriområde, som mer liknade ett slumområde än en arbetsplats för många människor. I och med att flera av de stora industrierna flyttade från området under 1970- och 80-talen samt Hammarbyhamnens minskande roll som godshamn kom även Hammarby industriområde att förslummas med avrivna tomter, småindustrier och ett allmänt dåligt rykte. Kommunen började därför se sig om efter en ny användning av marken kring sjön.
Efter att Skarpnäcksfältet byggts klart 1987 stod det klart att nya bostäder framöver måste byggas på befintlig mark, bland annat på äldre hamnområden, spårområden och vid nedlagda sjukhus. 1980-talets byggande i områden som Ekensberg, Minneberg, Södra stationsområdet och Blekholmsterrassen är exempel på sådana byggnadsprojekt.
År 1991 lade stadsbyggnadskontoret under ledning av planarkitekten Jan Inghe-Hagström fram en fördjupad översiktsplan som syftade till att bebygga området kring Hammarby sjö med bostäder. Tanken var att detta skulle bidra till att Stockholm skulle få Olympiska sommarspelen 2004 (som sedermera gick till Aten). I Kvarteret Hamnvakten hade HSB tidigare byggt bostäder, utseendemässigt är de inspirerade av det närliggande Blecktornsområdet.
Planområdet omfattade 250 hektar och planerades för 11 000 lägenheter och 350 000 m² för nya verksamheter. Planen inspirerades av den klassiska innerstadens mönster med Lindhagenplanen och esplanadsystemet som förebild i kvartersmått, gatubredder och hushöjder.
Det första husen byggdes kring Tullgårdsgatan och stod färdiga 1994. Inspirationen hämtades från Norr Mälarstrand. Där byggdes L-formade hus kring en gård kompletterat med punkthus närmast vattnet. Bostadsområdet kring Tegelviksgatan uppfördes 1994–1997.

## Stadsbild

### Området kring Sickla kaj/Sickla udde

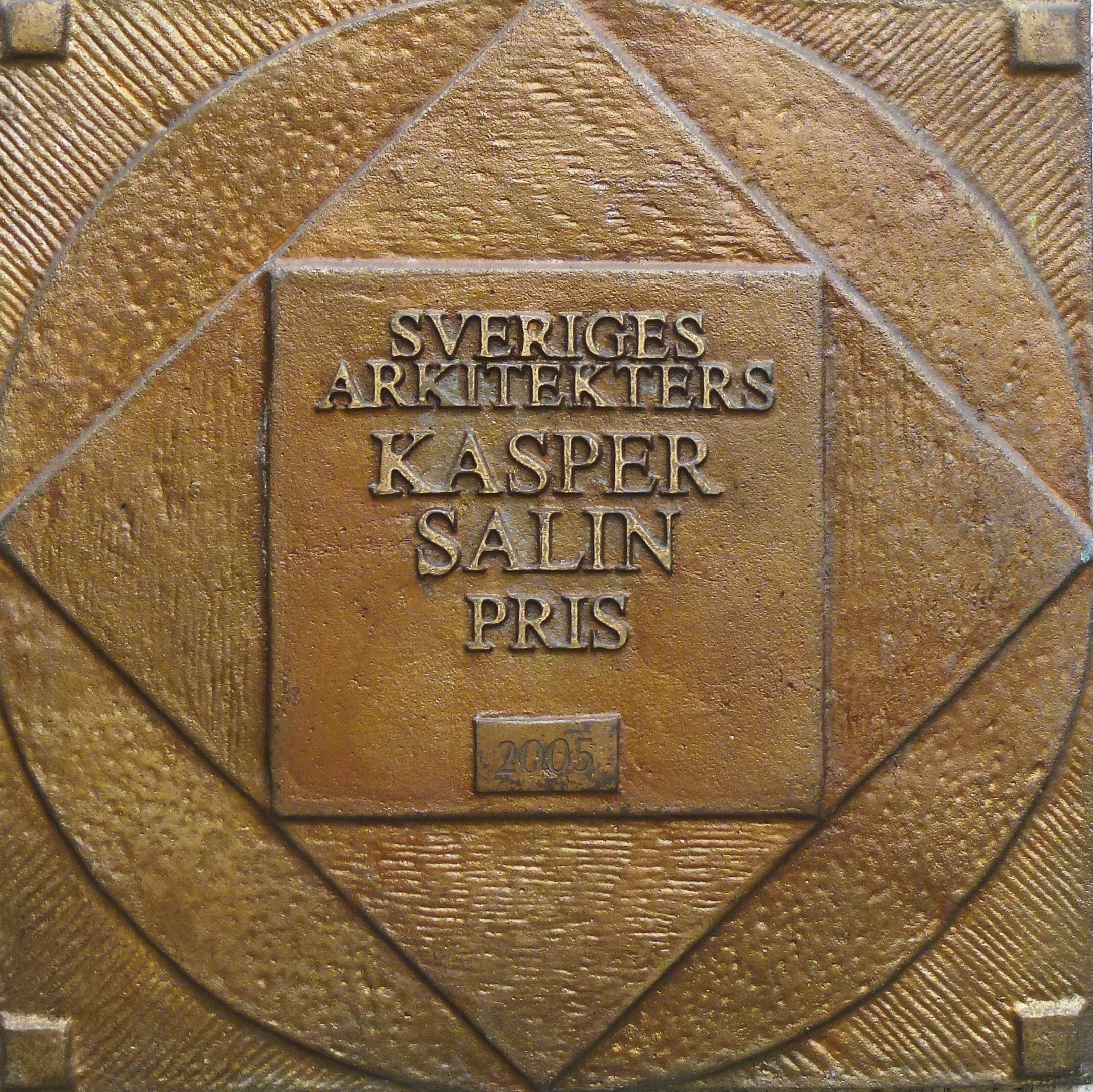
Kasper Salin-priset 2005.

Bebyggelsen är tät och delvis byggd i så kallat rutnät för att få "innerstadskaraktär".
Huvudgator i området är Lugnets allé och Hammarby allé (tidigare Hammarbyvägen). På Lugnets allé finns till exempel flera livsmedelsbutiker, Systembolaget samt flera butiker, caféer och restauranger. Flera av näringsidkarna i området anser att det finns alldeles för många restauranger i området, vilket gör att det är svårt att få verksamheten att bli lönsam. Man anser att fastighetsägarna gör vad som helst för att fylla sina tomma lokaler, vilket har ändrats med tiden då invånarantalet ökar och nya kontorshus färdigställs.
Många lägenheter har nära till vattnet och många har utsikt över Hammarby sjö. Kommunen har strävat efter en blandning av bostadsrätter och hyresrätter. Till exempel har allmännyttiga Svenska Bostäder och Familjebostäder samt kooperativa SKB fastigheter här.
Området Sjöstadsparterren har tilldelats arkitekturpriset Kasper Salin-priset.

### Bebyggelse

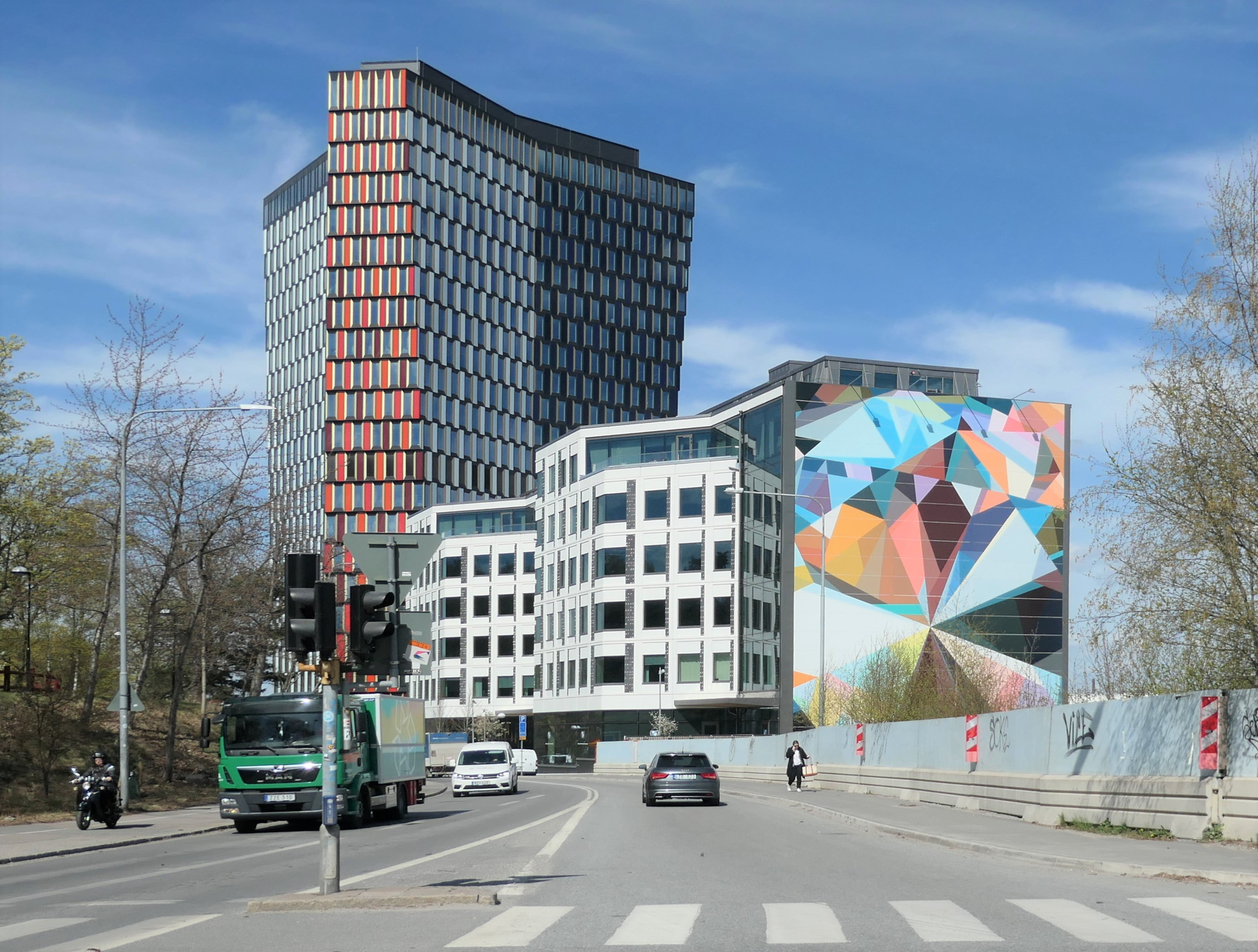
Nya landmärken, Sthlm 01 med 27 våningar och Sthlm 04, 2022.
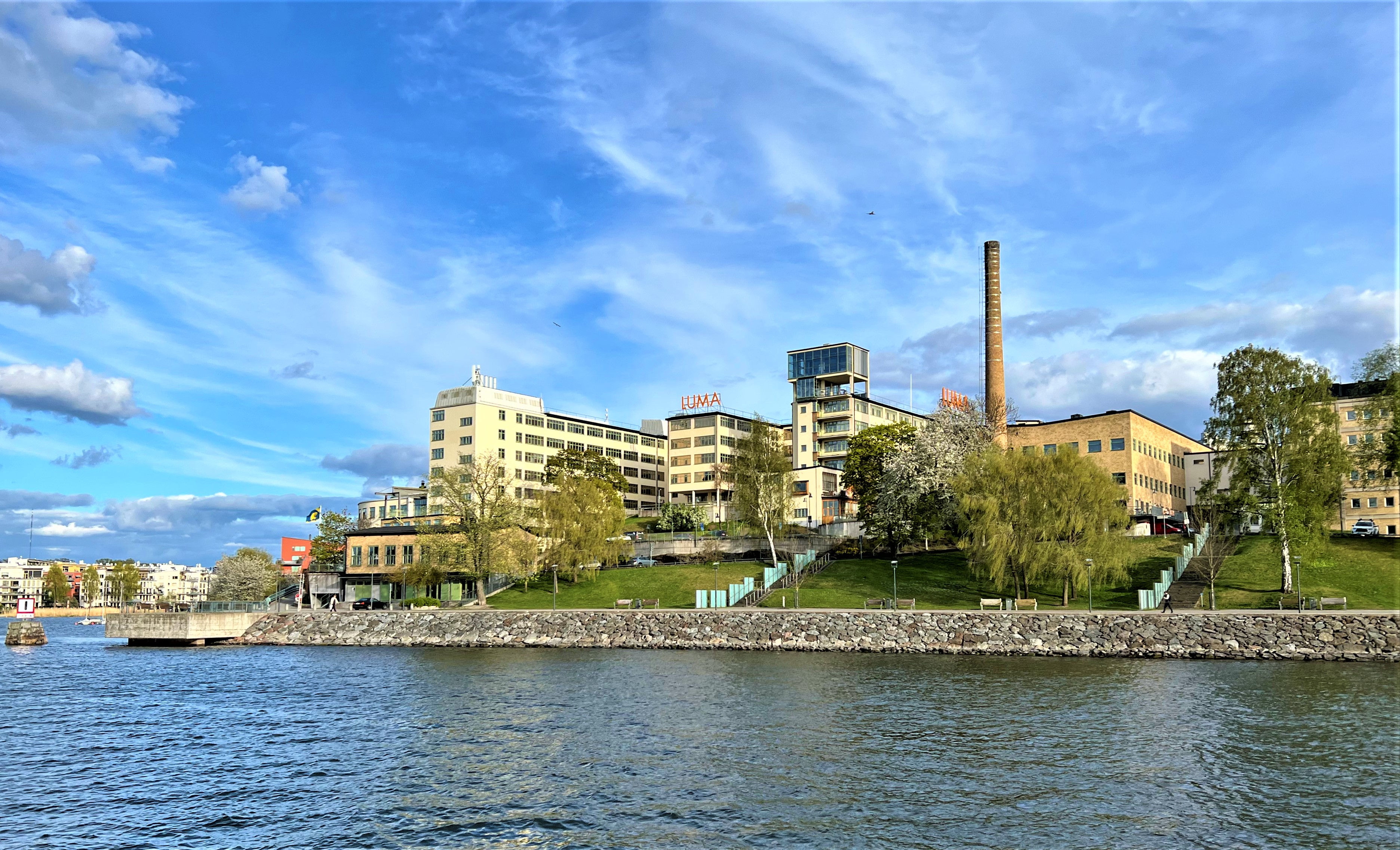
Luma-området sett från Norra Hammarbyhamnen, 2022.
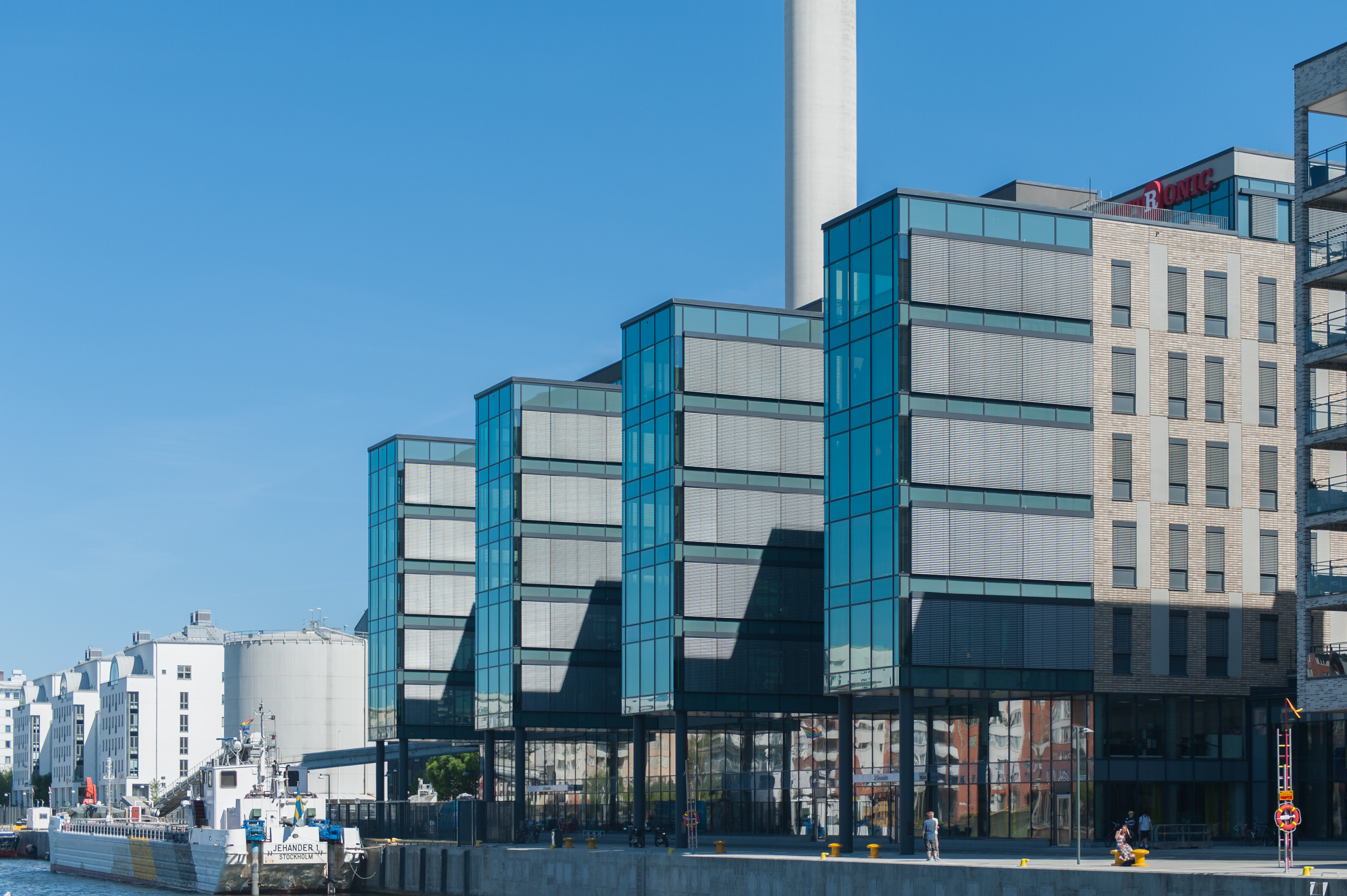
Hammarby Kaj 10, 2018.
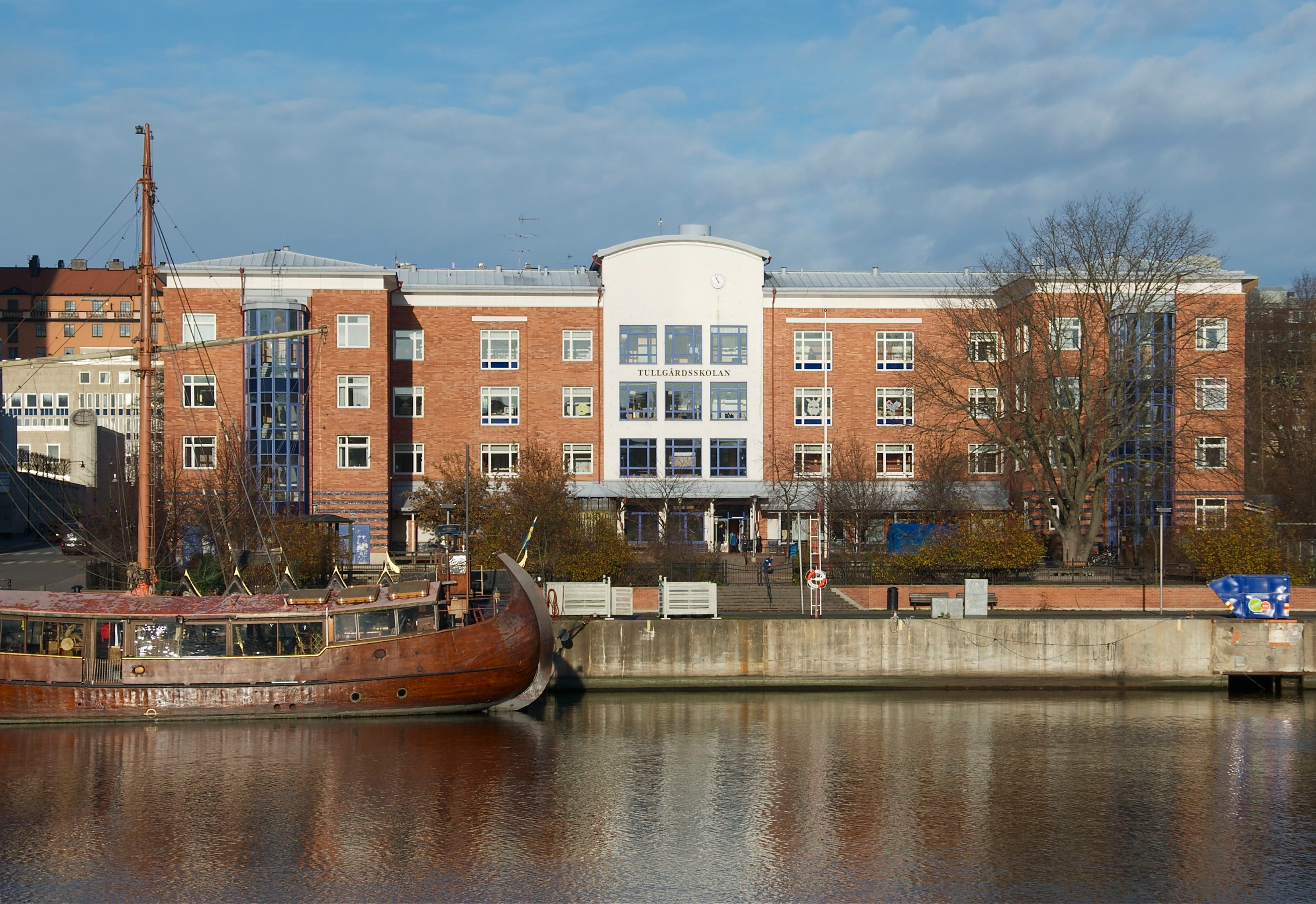
Tullgårdsskolan invigd 1995.
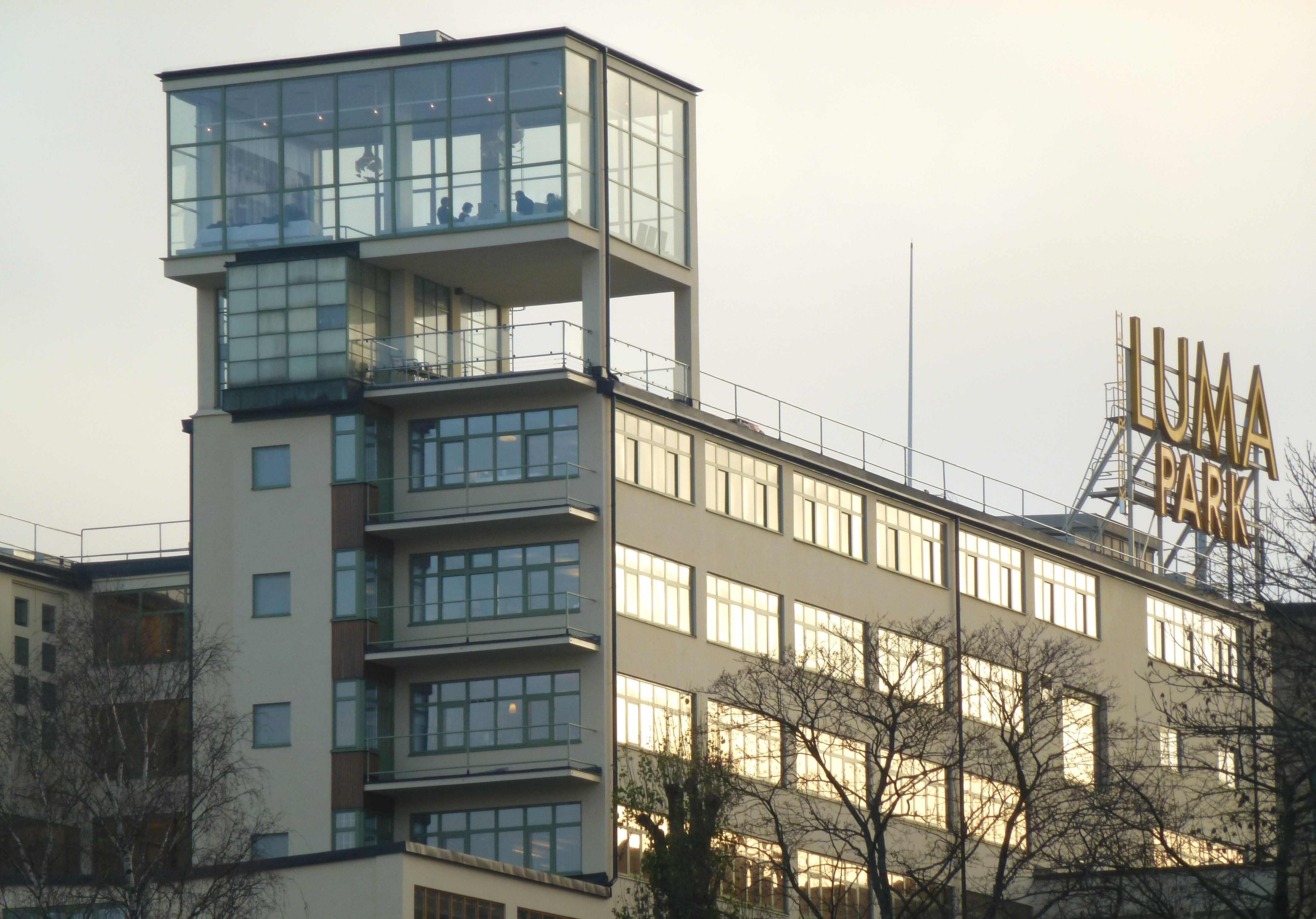
Lumafabriken, 2012.
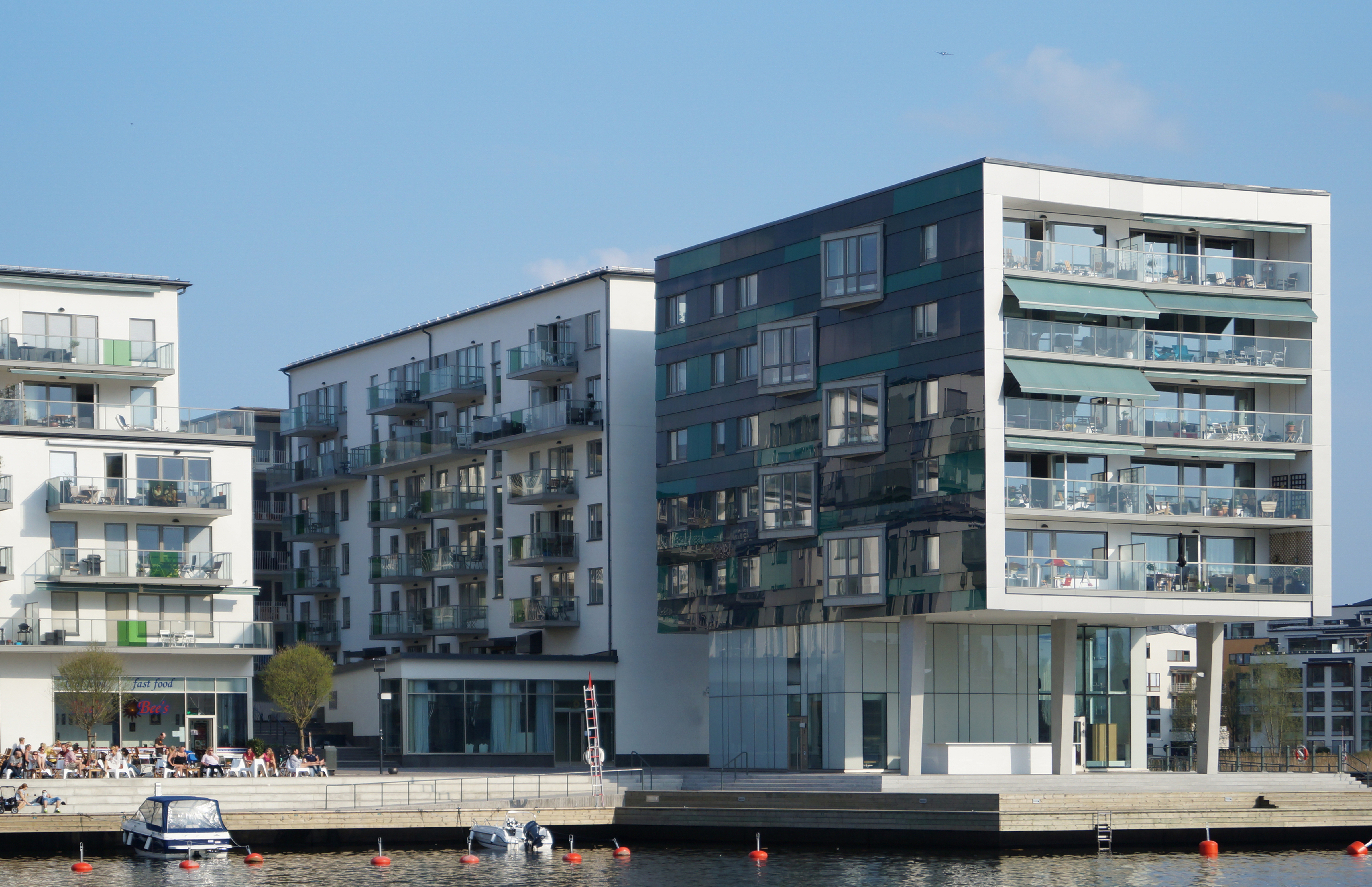
Jan Inghes torg, 2013.

### Området kring Norra Hammarbyhamnen
Denna del av projektet ligger på Södermalm och här används sällan namnet Hammarby sjöstad. Området är dessutom delat i två delar som skiljs åt av kvarteret Hamnvakten. Den sydvästra delen ligger kring Tullgårdsgatan. Här finns bland annat Tullgårdsskolan. Den nordöstra delen ligger kring Tegelviksgatan.

### Konstnärlig utsmyckning

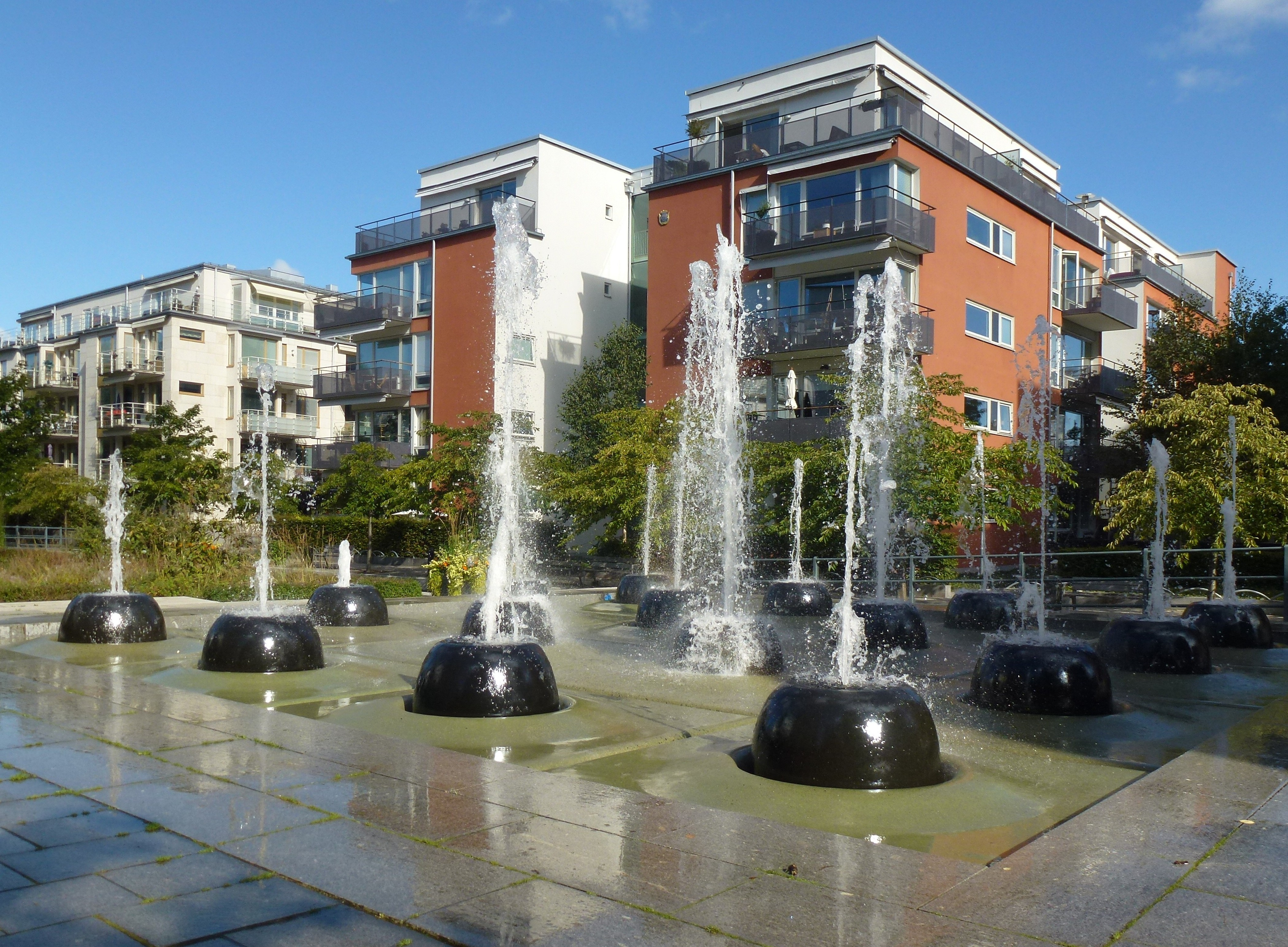
Fontänen "Fält"
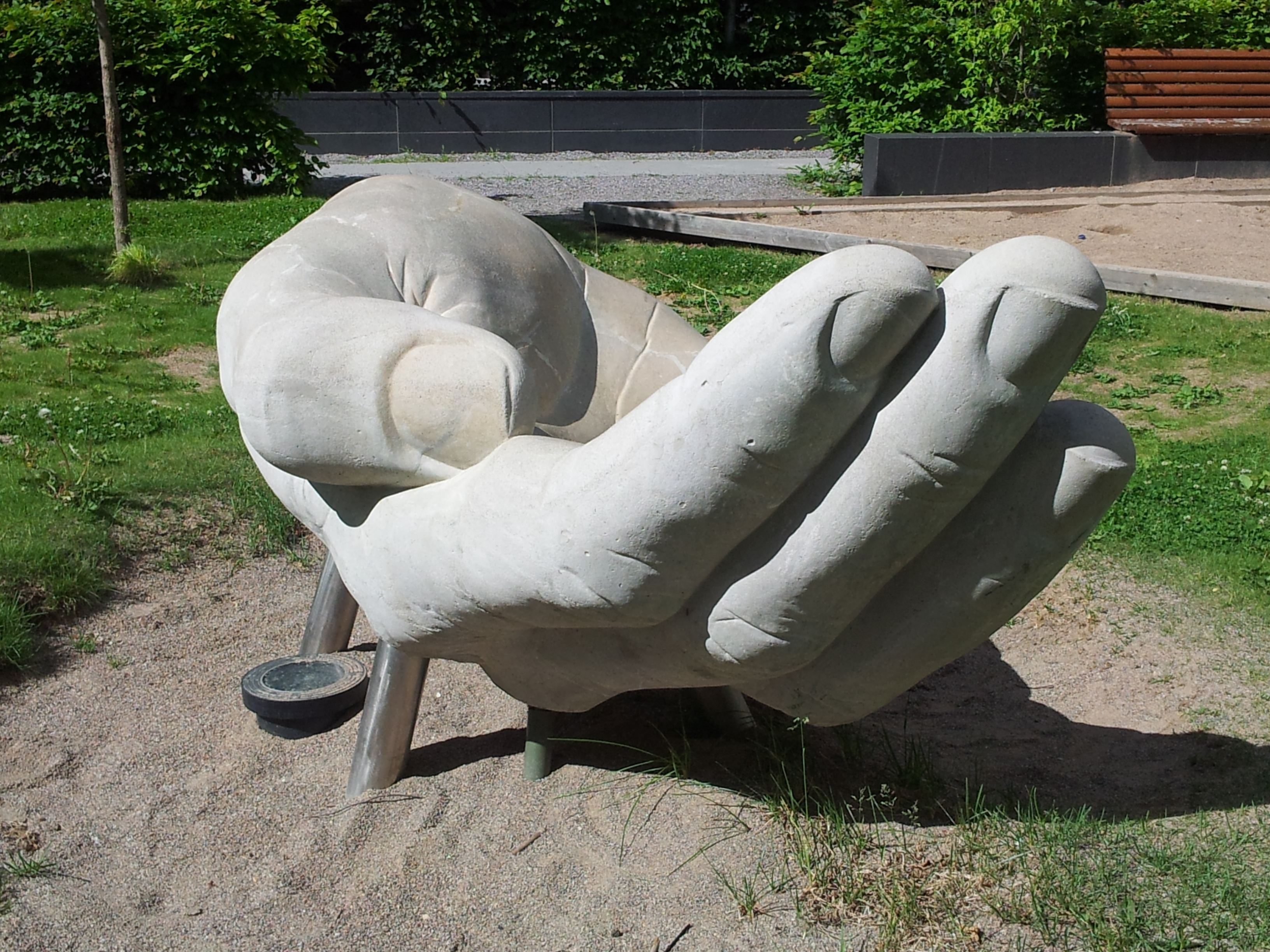
Julias hand, Maria Ängquist-Klyvare
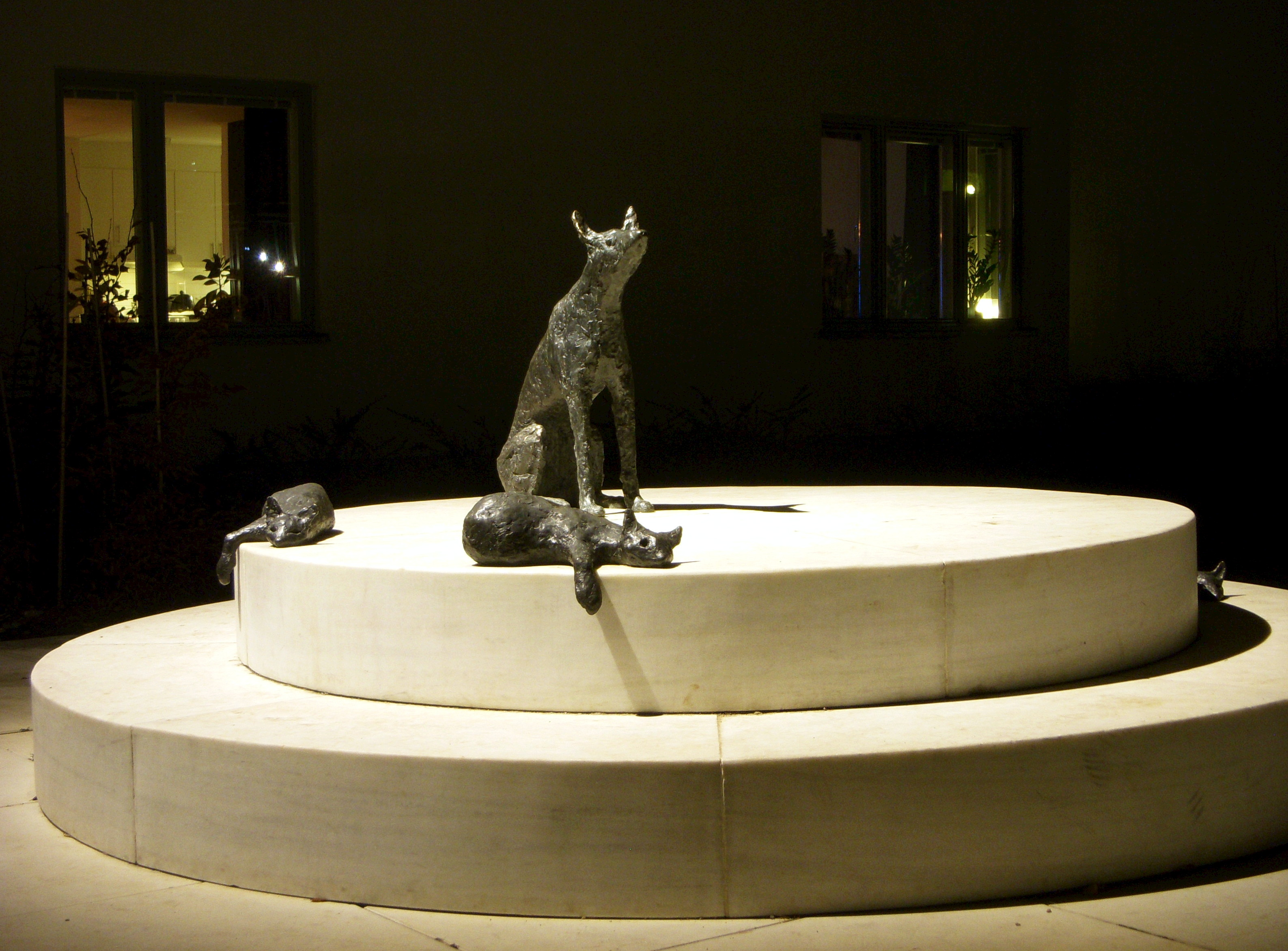
I väntan på någon, Måna Grivner
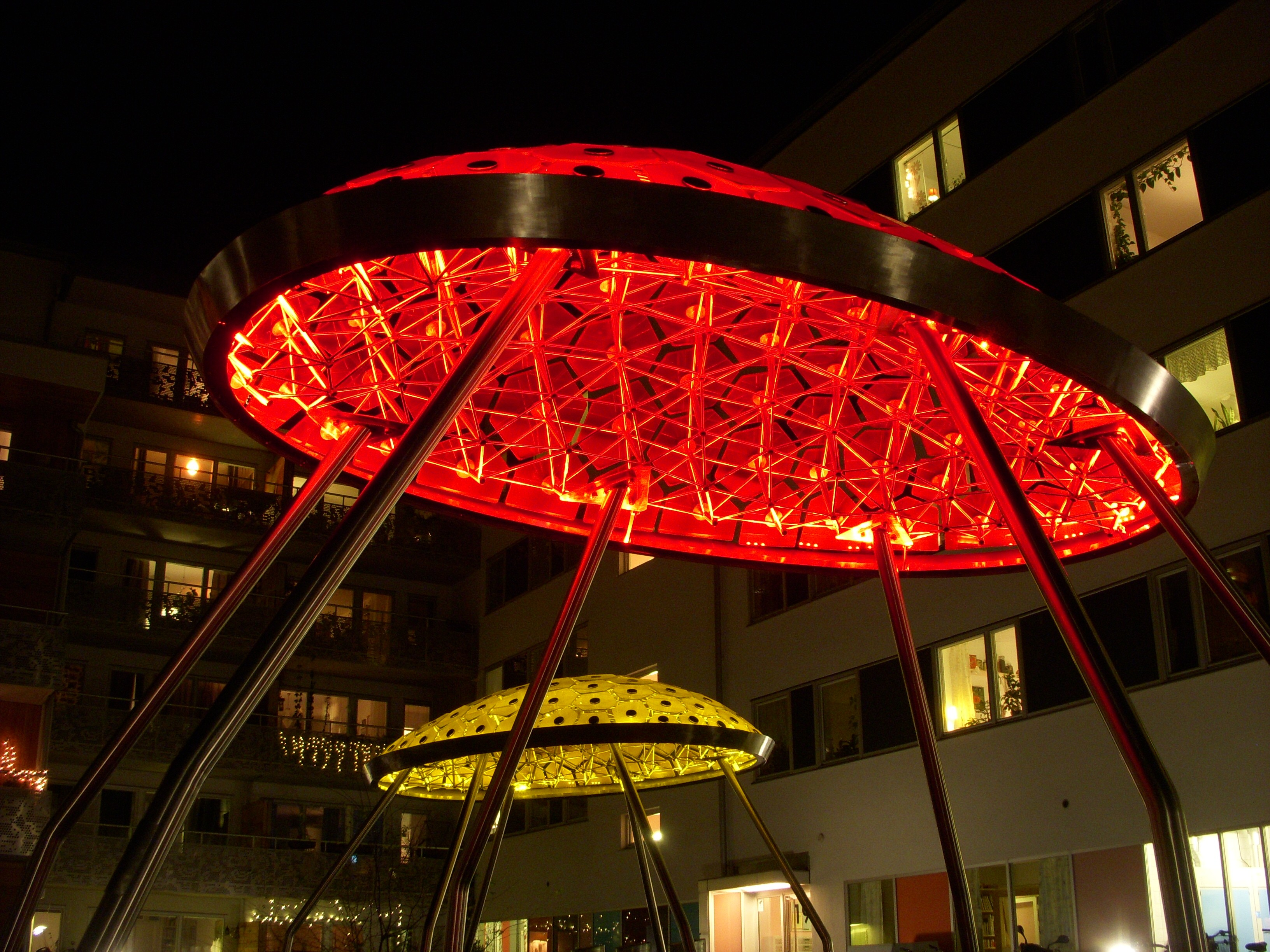
Mer än bara vänner, Thomas Nordström
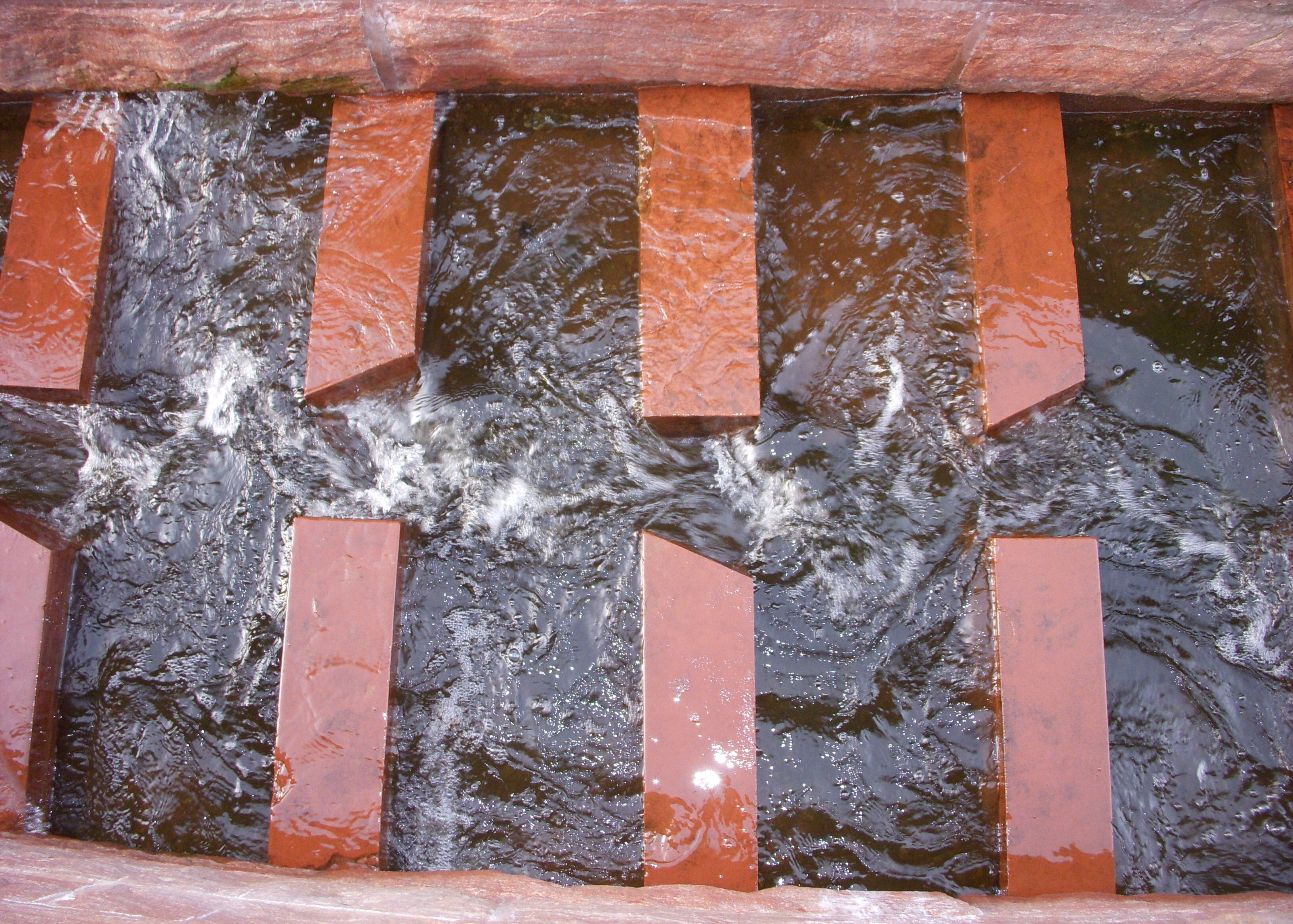
Vattentrappan, Dag Birkeland

## Kommunikationer

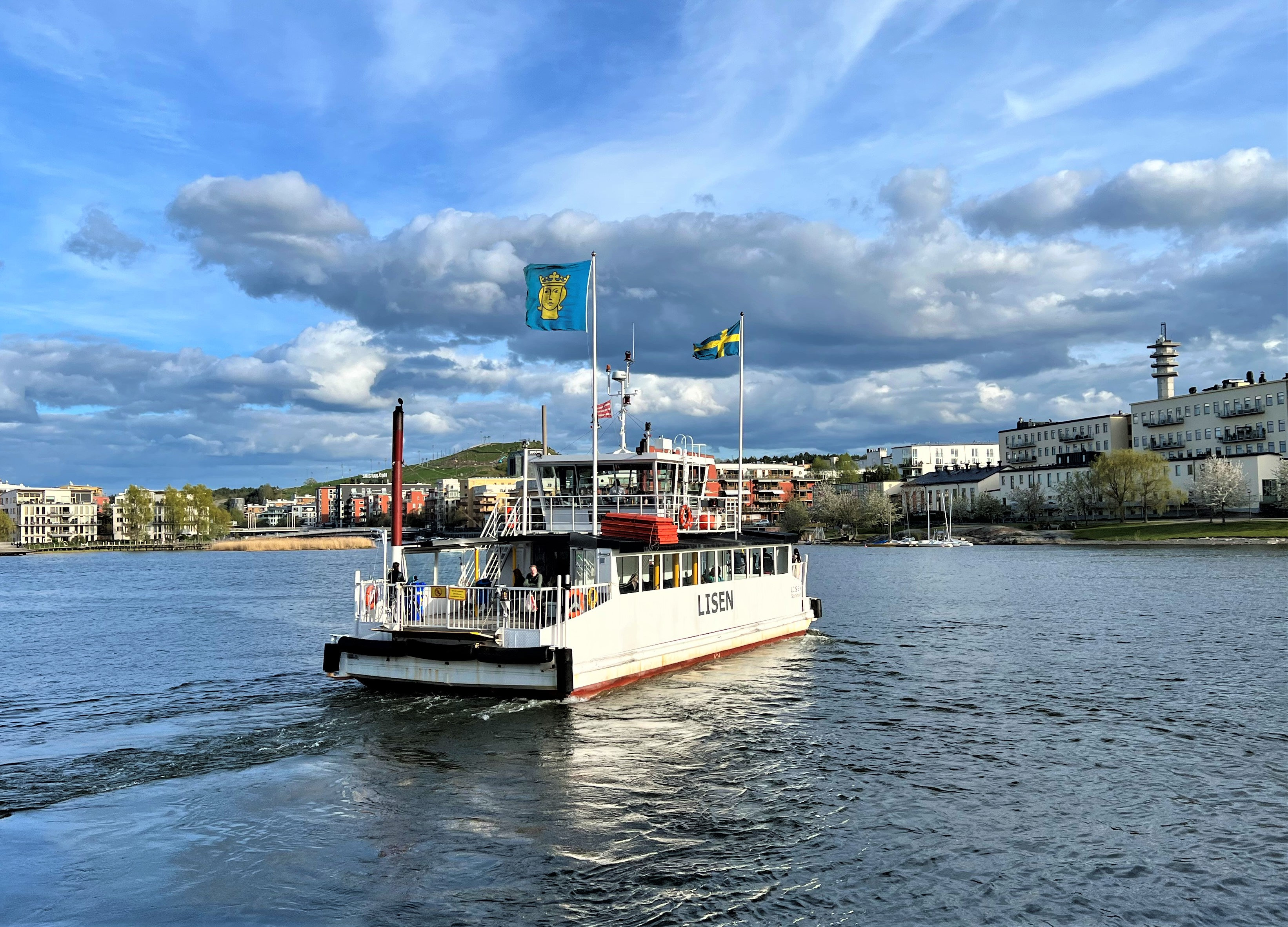
Färjan M/S Lisen går över Hammarby sjö mellan Norra och Södra Hammarbyhamnen.

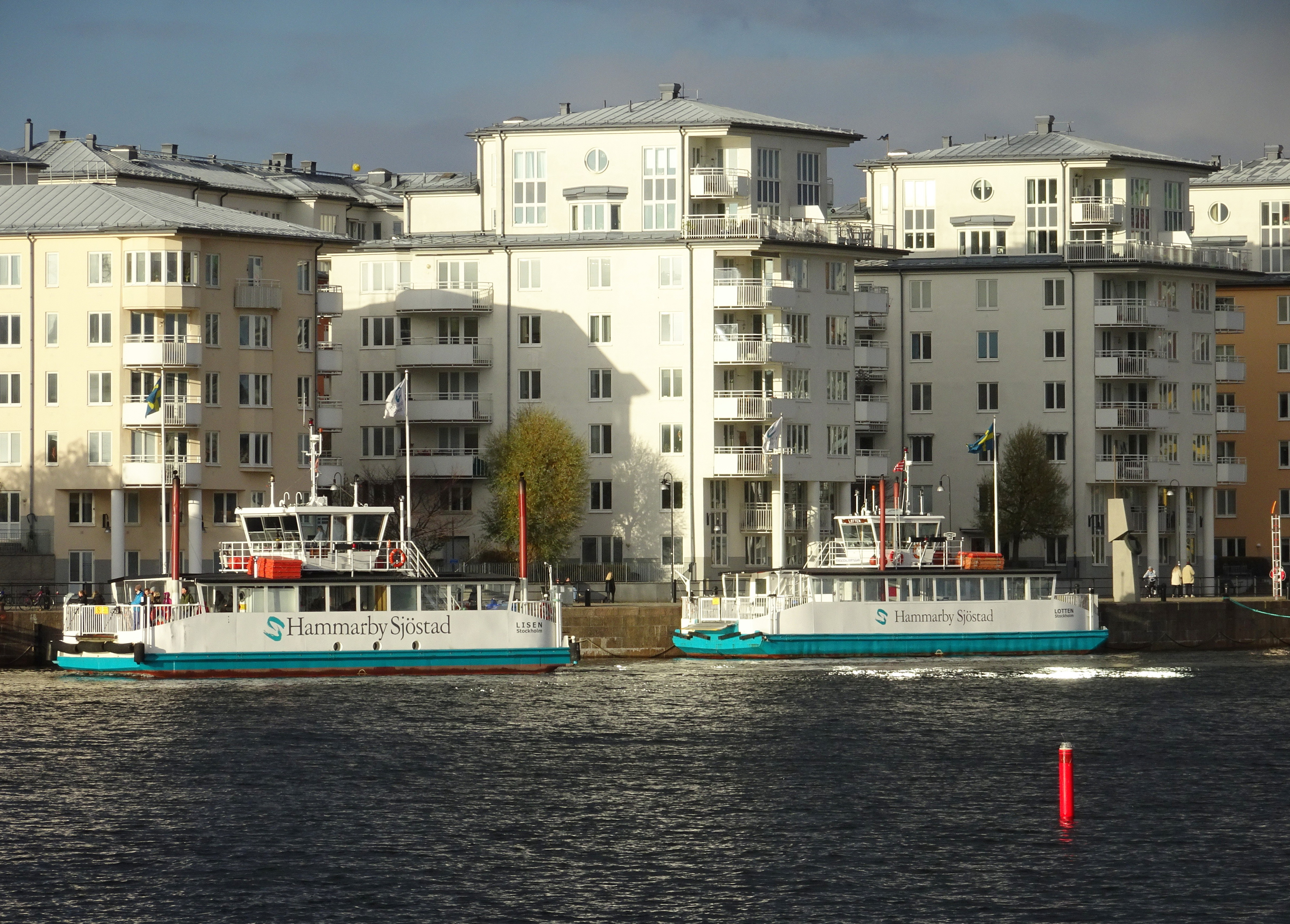
Hammarbyfärjorna Lisen och Lotten, 2018

Hammarbyfärjan trafikerar mellan Barnängsbryggan i Norra Hammarbyhamnen på Söder, Lumabryggan vid Kölnagatan samt Henriksdalshamnen. Färjan tar cirka tre minuter och är avgiftsfri. Turtätheten är normalt tjugo minuter och i högtrafik måndag-fredag tio minuter. Sommartid finns även en förbindelse till Nybroplan, som är avgiftsbelagd.

### Området kring Sickla kaj/Sickla udde
Ett flertal olika kollektiva färdsätt finns tillgängliga.
Spårvagnen, Tvärbanan, går Hammarby Allé-Lugnets Allé med hållplatser vid Mårtensdal, Luma, Sickla kaj, Sickla udde och Sickla station vid Sickla Köpkvarter i Nacka med möjlighet till omstigning till Saltsjöbanan och den planerade tunnelbanan mot Nacka.
Busslinje 71 går till Hästhagen och till Henriksdal. Busslinje 74 går till Hornsberg och till Sickla udde. Busslinje 442X går till Boo backe och till Sickla udde. Busslinje 446 går till Västra Orminge och till Sickla udde. Busslinje 469 går till Finnberget och till Nacka sjukhus.

### Området kring Norra Hammarbyhamnen
Busslinje 2 går från Sofia/Tengdahlsgatan via Bondegatan mot Norrtull. Busslinje 57 går från Sofia/Barnängsgatan via Tullgårdsgatan till Hjorthagen. Busslinje 66 går från Sofia/Barnängsgatan via Bondegatan mot Reimersholme. Busslinje 76 går från Katarina Bangata (Norra Hammarbyhamnen) till Ropsten.

### Tunnelbana
År 2030 planeras tunnelbanan vara i drift i Hammarby sjöstad. Blå linje får sex nya stationer i sydost: Sofia, Hammarby kanal, Sickla, Järla, Nacka Centrum och en station i Slakthusområdet. Stationen i Hammarby sjöstad planeras under Hammarby kanal. Stationen får en nordlig uppgång mot Katarina Bangata och en sydlig uppgång mot Lumaparkens södra del. Det ska ta endast cirka 4 min till T-centralen. En ny uppgång av Gullmarsplan byggs också i Mårtensdal, vid Hammarby allé i västra Hammarby sjöstad, med möjlighet till omstigning till Tvärbanan.

## Miljöanpassning

### Området kring Sickla kaj/Sickla udde
Redan år 1996 beslutades det av kommunpolitikerna att stadsdelen skulle byggas som ett föredöme i miljöanpassning. Tekniska installationer, byggnader och trafikmiljön har miljöanpassats.
Från Hammarbyverket kommer fjärrvärme för uppvärmning, dessutom finns det solceller på taken på flera hus, bland annat i kvarteret Viken. I 600 lägenheter finns biogasspisar och gasen kommer från Henriksdals reningsverk.
Man har i planeringen medvetet hållit nere antalet parkeringsplatser. I stället har man uppmanat folk att utnyttja den bilpool som finns i området. För närvarande finns det bilar i bilpoolen parkerade på Båtbyggargatan, Sickla Kanalgata och Kölnagatan. 
I Hammarby sjö har boflottar för sjöfåglar satts ut vid en vassö för att berika fågellivet. Det har resulterat i ökad biologisk mångfald med ökat antal häckande fåglar.
I en artikel i Dagens Nyheter säger Josefin Wangel, filosofie doktor inom planering och beslutsanalys, om Hammarby sjöstad och Norra Djurgårdsstaden: "Energianvändningen är alldeles för hög och det ger upphov till långt mer växthusgaser än måttstocken medger. Att kalla dem för ”hållbara” kommer farligt nära ”greenwashing” – det vill säga miljöfokuserad marknadsföring på falska premisser."

## Andra ombyggda hamnområden (urval)
- HafenCity, Hamburg
- Busholmen, Helsingfors
- Eriksberg, Göteborg
- Västra hamnen, Malmö